# Myromeus immaculicollis
Myromeus immaculicollis là một loài bọ cánh cứng trong họ Cerambycidae.